# 1589 год в науке

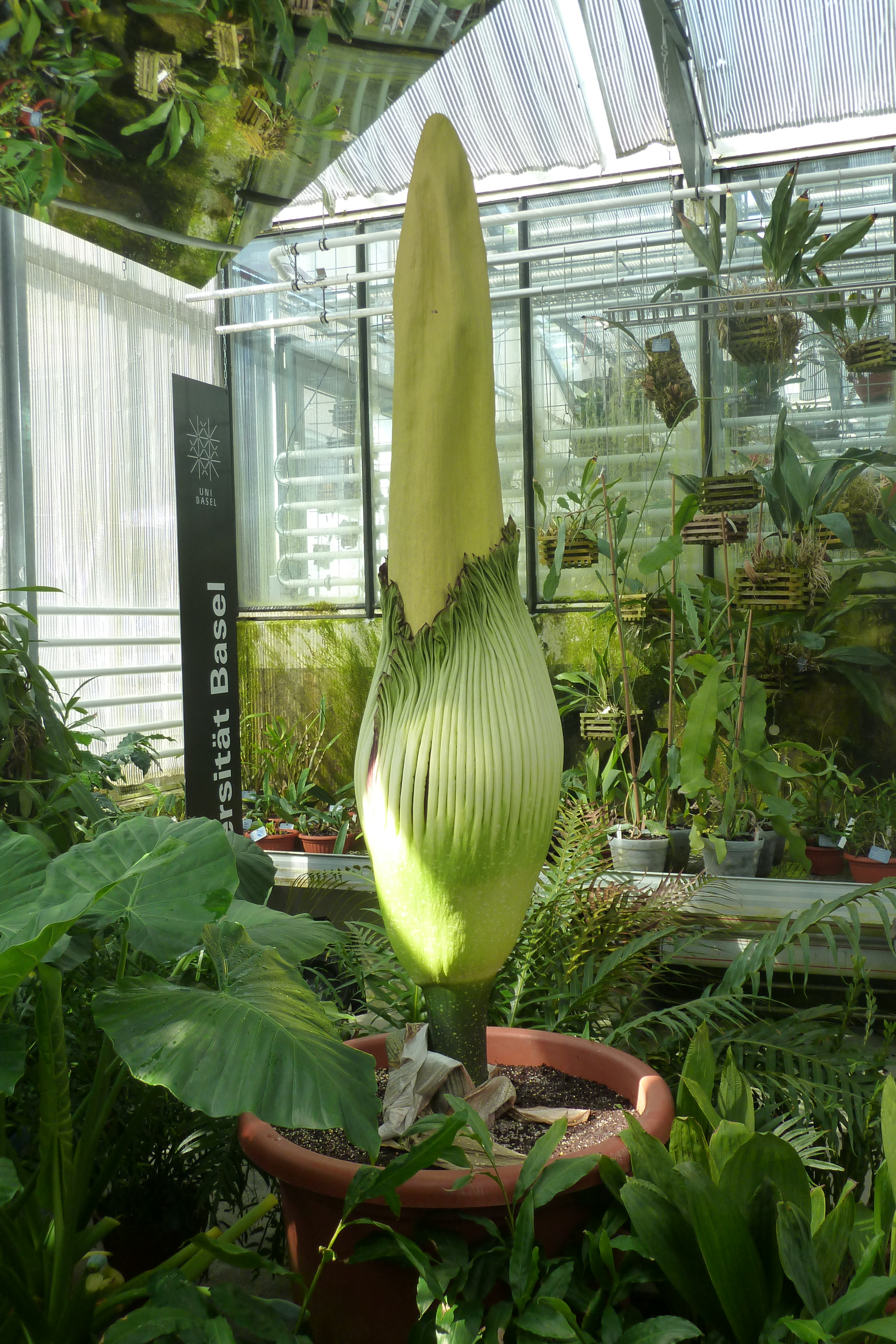
Цветок Titan Arum в Ботаническом саду Базельского университета (перед раскрытием)

В 1589 году произошли различные научные и технологические события, некоторые из которых представлены ниже.

## События
- Сентябрь: Франсуа Виет на службе у Генриха IV сумел взломать шифр испанских секретных писем[1].
- Галилей стал профессором математики в Пизе.
- Открыт Ботанический сад Базельского университета[нем.], старейший ботанический сад Швейцарии.

## Публикации
- Итальянский картограф Джованни Антонио Маджини опубликовал трактат «Novæ cœlestium orbium theoricæ congruentes cum observationibus N. Copernici», где предложил собственный вариант геоцентрической системы мира взамен гелиоцентрической системы Коперника.
- Лоренц Шольц фон Розенау: «Aphorismorum medicinalium», Scharffenberg, Breslau 1589.
- Франсуа Виет: «Francisci Vietæi opera mathematica : in quibus tractatur canon mathematicus, seu ad triangula. Item Canonion triangulorum laterum rationalium: vnà cum vniuersalium inspectionum ad Canonem mathematicum».
- Герард Меркатор: «Italiae, Sclavoniae et Graeciae Tabule geographice», четвёртый раздел его «Атласа».
- Джамбаттиста Делла Порта : «Magia naturalis», второе издание его трактата по алхимии.

## Родились
См. также: Категория:Родившиеся в 1589 году
- 2 ноября : Джованни Батиста Дзупи, итальянский астроном и математик, открывший смену фаз Меркурия (умер в 1650 году).
- Иоганн Георг Вирсунг, немецкий анатом (умер в 1643 году).
- Лазар Ривьер, французский врач, автор авторитетных учебников (умер в 1655 году).

## Скончались
См. также: Категория:Умершие в 1589 году
- 15 октября — Джакомо Дзабарелла, итальянский философ, логик и астролог (род в 1533 году).
- Бернар Палисси, французский учёный-естествоиспытатель, инженер и художник (род. около 1510 года).